# (4148) McCartney
(4148) McCartney – planetoida z pasa głównego asteroid okrążająca Słońce w ciągu 3 lat i 133 dni w średniej odległości 2,24 au. Została odkryta 11 lipca 1983 roku w Lowell Observatory w Flagstaff przez Edwarda Bowella. Nazwa planetoidy została nadana na cześć Paula McCartneya jednego z muzyków brytyjskiego zespołu rockowego The Beatles. Przed nadaniem nazwy planetoida nosiła oznaczenie tymczasowe (4148) 1983 NT.